# Newport (New York)
Pour les articles homonymes, voir Newport.
Ne doit pas être confondu avec Newport (village, New York).
Newport est une ville située dans le comté de Herkimer, dans l'État de New York, aux États-Unis,. En 2010, elle comptait une population de 2 302 habitants.

## Démographie
Lors du recensement de 2010, la ville comptait une population de 2 302 habitants. Elle est estimée, en 2019, à 2 225 habitants.